# Jean-Marc Piotte
Jean-Marc Piotte, né le 4 octobre 1940 à Montréal et mort dans la même ville le 11 février 2022,, est un philosophe, un sociologue, un politologue et un professeur québécois. 
Membre du comité fondateur de la revue Parti pris, il a été directeur du département de science politique de l'Université du Québec à Montréal (UQAM), président du Syndicat des enseignants de l'Université du Québec à Montréal (SPUQ) et vice-président de la Fédération nationale des enseignantes et enseignants du Québec (FNEEQ). 
Jean-Marc Piotte est l'auteur de plusieurs ouvrages sur la philosophie éthique et politique, le marxisme, le syndicalisme et la modernité.

## Biographie
Après des études en philosophie à l'Université de Montréal, Jean-Marc Piotte a obtenu un doctorat en sociologie à l'École des hautes études en sciences sociales sur la pensée politique d'Antonio Gramsci. 
Après avoir enseigné le français et l'initiation à la pensée au secondaire, puis la philosophie au cégep, il fait carrière au département de science politique à l'UQAM.
De 2003 à 2006, il a donné un séminaire intensif au DEA de science politique à l'université Saint-Joseph de Beyrouth.

## Ouvrages
- La pensée politique de Gramsci, Paris, Anthropos, 1970 et 1977, Montréal, parti pris, 1970, VLB éd., 1987 et Lux, 2010.
- Québec occupé, directeur, Montréal, parti pris, 1971.
- Sur Lénine, Montréal, parti pris, 1972.
- La lutte syndicale (chez les enseignants), directeur, Montréal, parti pris, 1973.
- Portraits du voyage, avec Madeleine Gagnon et Patrick Straram le Bison ravi, Montréal, Éd. de l'Aurore, 1974.
- Les travailleurs contre l'État bourgeois(avril et mai 1972), directeur, Montréal, Éditions de l'Aurore, 1975.
- Le syndicalisme de combat, Montréal, Albert Saint-Martin, 1977.
- Marxisme et pays socialistes, Montréal, VLB éd., 1979.
- La communauté perdue, Montréal, VLB éd., 1987.
- Sens et politique, Montréal, VLB éd., 1990.
- Les grands penseurs du monde occidental, Montréal, Fides, 1997, 1999 et 2005.
- Du combat au partenariat. Interventions critiques sur le syndicalisme québécois, Québec, Nota Bene, 1998.
- Les Neuf Clés de la modernité, Montréal, Québec Amérique, 2001 et 2007.
- ADQ : à droite toute ! Le programme de l’ADQ expliqué, directeur, Montréal, HMH, 2003.
- Au bout de l'impasse, à gauche. Récits de vie militante et perspectives d'avenir, codirection avec Normand Baillargeon, Montréal, Lux, 2007.
- Un certain espoir, Montréal, Les Éditions Logiques, 2008.
- Le Québec en quête de laïcité, codirigé avec Normand Baillargeon, Montréal, Écosociété, 2011.
- Une amitié improbable. Correspondance 1963-1972 avec Pierre Vadeboncœur, Montréal, LUX, 2012.
- Les Nouveaux Visages du nationalisme conservateur au Québec, avec Jean-Pierre Couture, Montréal, Québec Amérique, 2012.
- Démocratie des urnes et démocratie de la rue. Regard sur la société et la politique, Québec Amérique, 2013
- La Révolution des mœurs. Comment les baby-boomers ont changé le Québec, Québec Amérique, 2016.